# Mare di Bohai
Il mare di Bohai (cinese:渤海; pinyin: Bó Hăi), anche noto come Bo Hai o baia di Bohai o golfo di Bohai, è il più interno golfo del Mar Giallo, sulla costa nord-orientale della Cina. Si estende su una superficie di circa 78000 km², e la sua vicinanza a Pechino, la capitale della Cina, lo rendono uno dei più attivi tratti marini nel mondo.
Giacimenti di petrolio e gas naturale sono stati rinvenuti nelle sue profondità.
Essendo interamente circondata da territorio cinese, lo specchio d'acqua viene ritenuto dalla Cina baia storica a prescindere dal limite di acque territoriali delle 12 miglia; i bassi fondali lo rendono impraticabile ai sottomarini in immersione profonda e l'area viene usata per i test della marina militare cinese.